# Kay Stumper
Kay Stumper (Karlsruhe, 15 oktober 2002) is een Duits professioneel tafeltennisser. Hij speelt rechtshandig, met de shakehandgreep.

## Belangrijkste resultaten
- Goud met het team op de Europese kampioenschappen tafeltennis 2021 in Cluj-Napoca.
- Zilver met het team op de wereldkampioenschappen 2022 in Chengdu.
- Zilver met het team op de Europese kampioenschappen tafeltennis 2023 in Malmö.